# Kamiel Top
Kamiel Top (Adinkerke, 4 januari 1923 - Flossenburg, Duitsland, 4 maart 1945) was een Vlaams dichter, onderwijzer en verzetsstrijder.

## Levensloop
Top was het enige kind van Hendrik Top, kruier bij de spoorweg en van de Noord-Franse Marie Verhelst. Hij volgde de lagere school in Adinkerke, waar hij klasgenoot was van Gery Florizoone. In 1936 verhuisde het gezin naar Nieuwpoort en hij studeerde er aan de rijksmiddelbare school, met in 1938-39 Karel Jonckheere als leraar en als mentor. 
Top schreef al gedichten toen hij veertien was. Johan Daisne nam er een paar van op in de bloemlezing De nieuwe dichtersgeneratie in Vlaanderen. In 1939 werden verzen van hem voorgelezen op de Poëziedagen van Merendree.
In december 1938 werd nieuw leven ingeblazen in het schoolkrantje De Pijl. Kamiel Top was hoofdredacteur en in het eerste nummer verschenen twee gedichten van hem, evenals Nieuwpoort’s Duivelstoren, een oude legende over Nieuwpoort. In april 1939 verscheen het tweede en meteen ook laatste nummer van de De Pijl. Top schreef er ook een bespreking in van Fred Germonprezs boek Kinderen van de Zee, en opnieuw twee eigen gedichten Eenzaamheid en R.I.P. Een liefde.
Vervolgens studeerde hij vanaf het najaar 1939 aan de rijksnormaalschool van Gent, met 1942-43 als eindjaar. Hij had er onder meer Achilles Mussche en Adrian Hegmans als professoren en ontmoette er op wekelijkse geheime vergaderingen de leden van 'de Faun'. Hij interesseerde zich fel voor jazzmuziek, verzamelde platen en zocht contact met dirigenten, onder meer tijdens jazzsessies in de Ancienne Belgique. Hij schreef ook wekelijks een kunst- en cultuurhoekje in het Veurnse weekblad De wekker.
Na het uitbreken van de Tweede Wereldoorlog op 10 mei 1940 trok hij met een groep medestudenten naar Frankrijk, ingevolge de verordening die zijn leeftijdsgroep opriep. Na dit avontuur hernam hij de studies. 
Hij behaalde het diploma van regent in 1943.
Na april 1943, teruggekeerd naar Nieuwpoort, stuurde hij naar Johan Daisne de verzen 'Geluk' en 'De zeemeeuw' uit 1941 op, en vermeldde daarbij: "Wat gedichten betreft, sinds 2 jaar heb ik niets meer gemaakt; en wat ik voordien klaar had komt mij thans te belachelijk voor om er nog over te praten."
In 1944 werd hij bediende bij het ravitailleringsbureau voor schippers in Nieuwpoort en was er verantwoordelijk voor de bedeling van de rantsoeneringszegels. In 1957 vertrouwde Karel Jonckheere aan het Letterenhuis toe dat Top een hoeveelheid zegels clandestien verkocht had en de opbrengst ervan gespendeerd had aan een vriendin. Hij werd betrapt en gearresteerd, hiermee de kans verspelende om Jonckheere op te volgen als leraar Nederlands in Nieuwpoorts rijksmiddelbare school.
Toen hij weer vrij kwam, werd hij aangesteld als hulpsluismeester bij de wateringen in Nieuwpoort. Op 14 april 1944 werd hij, samen met de chef-sluismeester en een paar collega's, door de Gestapo gearresteerd, onder verdenking van spionage voor de geallieerden. Het blijkt dat hij toen tot een koningsgezinde verzetsgroep behoorde.
Na opsluitingen in Brugge, Sint-Gillis, Bayreuth en Ebrach, kwam hij behoorlijk verzwakt aan in het 'Nacht und Nebel'-concentratiekamp van Flossenburg als gevangene 43.368 en overleed er aan dysenterie.

## Top en Elsschot
Kamiel Top had in het vroegere schoolblaadje De Pijl een brief ontdekt die door Willem Elsschot aan de school in Nieuwpoort gericht was. Dit zette de toen 14-jarige Top er toe aan om zijn literaire held aan te schrijven.
Op 21 april 1937 stuurde hij hem een eerste brief waarin hij meedeelde Tsjip te hebben gelezen en vroeg of er nog een vervolg zou komen. Er volgden nog zeven brieven en één postkaart, geschreven tussen 21 april 1937 en 7 november 1940. De antwoorden van Elsschot zijn niet bekend.
Op 6 februari 1939, bij zijn derde brief aan Willem Elsschot, stuurde hij ook twee nummers op van Voetlicht, waarin 'Een begrafenis' was gepubliceerd. Hij vroeg aan Elsschot om kritiek "zonder er doekjes om te winden". Elsschot reageerde door het werk over te maken aan Jan van Nijlen, met de vraag om, als hij het goed vond, te willen doorspelen aan Jan Greshoff.
Ui de brief van 21 februari 1939 kon men aflezen dat Jan Greshoff het werkje op zijn beurt had doorgestuurd naar Adr. Van der Veen, redacteur bij Werk (waar ook Johan Daisne redactielid was). Van der Veen vroeg Kamiel "iets" op te sturen voor Werk. Die was volop bezig met de novelle De beiaardier.
Onduidelijk is of hij iets instuurde, want er verscheen alleszins niets.
Op 7 november 1940 stuurde Top nog een kaartje naar Elsschot waarin hij zich excuseerde voor het lange zonder nieuws blijven. Hij werd een van de weinige bevoorrechten die van Elsschot een exemplaar van zijn Leeuwentemmer kreeg opgestuurd. 
In oktober 1941 verscheen in Sirene (halfmaandelijks blad voor kunst en letteren) een interview door Kamiel Top afgenomen van Willem Elsschot.

## Nalatenschap
In 1950 wijdde Mark Braet in zijn dichtbundel Achttien stappen in de storm een in memoriam aan Kamiel Top:
Kamiel Top
Kamiel Top dood en begraven,
in Germanië zonder kruis.
Bij de sletten en de raven,
bij de puinen en het gruis.
Ziek zijn bij het avonddalen,
van het ondergaande rood.
Met de boeven en vandalen,
met het water en het brood.
En de zon nooit meer zien klimmen,
Als de kleur van kloppend bloed.
Slechts de kapo’s en de schimmen,
slechts de ovens en de gloed.
Bij de sletten en de raven,
ver van moeder en van huis.
Kamiel Top dood en begraven,
in Germanië zonder kruis.
In 1983 werden plannen gesmeed om het verzameld werk van Kamiel Top uit te geven. Het werd beperkt tot een herdruk van werk dat al was gepubliceerd, omdat het archief Top, in het bezit van Karel Jonckheere, door deze niet werd vrijgegeven.
In 2005 kwam de literaire nalatenschap van Kamiel Top, zorgvuldig door Jonckheere bewaard, in het bezit van het Letterenhuis. Het bevat:
- Vier korte prozastukjes en drie novellen (De beiaardier, De reis der dwazen, een autobiografisch verhaal over de eerste oorlogsmaanden en de Moderne ballade onder het pseudoniem Jan Verdorie, over een corrupte pastoor). De beiaardier (1939) bevat tevens een 2 pagina’s lange ‘Verklaring van de symboliek’. Hierin poogt hij hoofdstuk per hoofdstuk de verhouding weer te geven tussen verhaal en werkelijkheid
- Een collectie van 117 verzen uit 1938.
- Een handgeschreven bundeltje Verdorde bloemen, met een selectie van 16 gedichten uit de verzameling van 117, samengesteld eind 1939.
- Een dun schriftje met zeven handgeschreven gedichten.
- Een omslag met een stapeltje gedichten – meestal verbeterde typoschriften. Deze envelop bevat ook nog verzen voor een tweede bundeltje.
- Een omslag met daarop de mededeling: 'Biografische details, niet ter inzage. Gesloten te bewaren tot 50 jaar na Tops dood'. Hierin bevindt zich de vertrouwelijke mededeling van Karel Jonckheere.

## Publicaties
- Een begrafenis, novelle, in het tijdschrift Voetlicht, orgaan van de Vrienden van het Nederlands Toneel in Oostende. De invloed van Willem Elsschot was duidelijk.
- De reis der dwazen, een autobiografisch verhaal over de eerste oorlogsmaanden, 1940. (onuitgegeven, bewaard in het archief in het Letterenhuis).
- Het open venster, poëzie, Antwerpen, De Nederlandsche Boekhandel,  1941.
- Van zee en visschers, poëzie, 1943.
- Verzamelde gedichten, publicatie door Mark Braet en Karel Jonckheere, 1984.
- Uit het Oude Schrijn - Kamiel Top, terug uit ‘Nacht und Nebel’, uitgave door Paul Top, Den Haan-Wenduine 1998 (141 pagina’s, slechts 37 exemplaren)